# Kolonga
Kolonga  è un comune del Ciad situato nel dipartimento di Dar Tama, provincia di Wadi Fira.